# شون سويني
شون سويني (بالإنجليزية: Sean Sweeney)‏ هو لاعب كرة قدم بريطاني، ولد في 17 أغسطس 1969 في غلاسكو في المملكة المتحدة. شارك مع منتخب اسكتلندا تحت 21 سنة لكرة القدم. أما مع النوادي، فقد لعب مع نادي ألبيون روفرز وهاميلتون أكاديميكال.

## وصلات خارجية
- شون سويني على موقع قاعدة بيانات كرة القدم.إي يو (الإنجليزية)
- شون سويني على موقع Soccerbase.com (لاعب) (الإنجليزية)